# Scharfenberg
Scharfenberg es una isla en el lago de Tegel en Berlín. La isla está conectada por medio de un ferry a tierra firme, que está a pocos metros de distancia del muelle. La calle Schwarzer Weg conecta al muelle con la localidad de Tegelort. Scharfenberg mide 200.190 m² y tiene una dimensión de  1000 m × 420 m. El muelle se encuentra en la punta norte. Alrededor de Scharfenberg se encuentran otras islas, como Lindwerder al norte, y Baumwerder y Valentinswerder al sur. 
Scharfenberg se conoce principalmente porque en ella se encuentra la escuela (Gymnasium) Schulfarm Insel Scharfenberg, fundada en 1922 por Wilhelm Blume. Se trata de una escuela de tiempo completo con internado, también localizado en la isla, que cuenta también con estudiantes externos.
De acuerdo al Umweltatlas 2006, la isla tiene nueve habitantes.

## Historia
Los descubrimientos arqueológicos que se han hecho en Scharfenberg, Lindwerder y la media isla Reiherwerder han probado que el lago de Tegel perteneció originalmente a las poblaciones eslavas de los Hevelli, que se establecieron cerca del Burgwall de Spandau.
Las islas Scharfenberg y Baumwerder fueron obtenidas por la familia von Humboldt en el año de 1777. En 1831 Wilhelm von Humboldt le heredó las islas a su Mayordomo Sandrock, quien se las vendió al agricultor Krause. El botánico Carl August Bolle compró las islas en 1867 y vivió ahí tras haber concluido sus viajes de estudio a las islas de Cabo Verde y las Islas Canarias. Bolle construyó una casa (La "Bollehaus") en Scharfenberg. Los herederos de Bolle vendieron Scharfenberg y Baumwerder a la ciudad de Berlín. Más tarde se usaron las islas para el abastecimiento de agua de Berlín. 
Por iniciativa de Wilhel Blume, un catedrático del Humboldt-Gymnasium, se comenzaron a dar cursos de verano en Scharfenberg en 1921. Blume se logró oponer con apoyo de Klara Wey, miembro del consejo municipal por parte del Partido Socialdemócrata Independiente de Alemania, a los centros de abastecimiento de aguas, para formar un internado público en Scharfenberg. En 1922, se fundó la Schulfarm Insel Scharfenberg como escuela experimental, y se nombró a Wilhel Blume como su director.  En 1923, con ayuda de los alumnos, se comenzó a hacer trabajo agrícola en la escuela.

## Protección Ambiental
Scharfenberg es parte de la zona de protección ambiental LSG-2C "Inseln im Tegeler See" (Islas en el lago de Tegel), formada en 1960. Es por esto que existen diversas restricciones de construcción y uso de la isla. Cualquier obra tiene que ser aprobada por la Secretaría del Medio Ambiente (Naturschutzbehörde).

## Otros
Diversas tomas externas de la serie de ZDF Unser Lehrer Doktor Specht (1991–1999) se filmaron en la Schulfarm Insel Scharfenberg. También ahí toman parte algunos episodios de la serie.